# Pareiasaurus
Pareiasaurus byl rod pravěkého anapsidního plaza z čeledi Pareiasauridae, který žil v období pozdního permu. Pojmenoval jej britský přírodovědec Richard Owen v roce 1876, jeho fosilie byly objeveny v jižní Africe.

## Popis

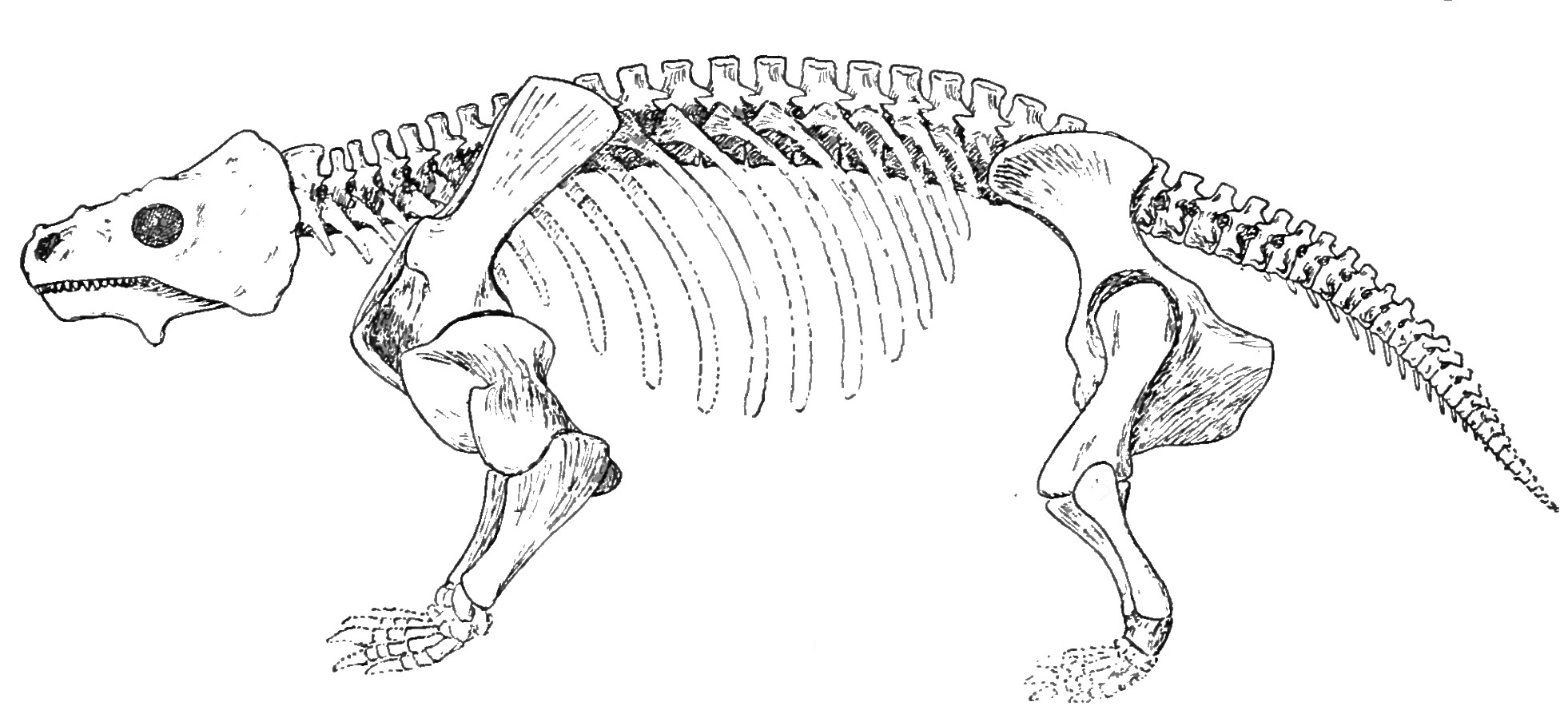
Kostra pareiasaura

Pareiasaurus vypadal jako typický pareiasaurid. Jednalo se o mohutného, asi 2,5 metru dlouhého, poměrně těžkopádného plaza, který se trochu podobal svému příbuznému skutosaurovi.
Pareiasaurus měl končetiny podobné sloním a na rozdíl od skutosaura doširoka rozkročené, aby mohly nést mohutné tělo. Jeho hřbet byl chráněný kostěnými štíty. V pevné lebce pokryté jehlicovitými a bradavičnatými výstupky rostly zuby přizpůsobené k drcení tuhé rostlinné potravy, z čehož se usuzuje, že byl zřejmě býložravec. Zuby mu rostly i na patře.

### Rozšíření
Pareiasaurus se vyskytoval v jižní a východní Africe a ve východní Evropě. Přítomnost tak velkých býložravců jako je pareiasaurus nebo skutosaurus v této oblasti nasvědčuje, že zde v té době panovalo teplé a stálé podnebí.

## Druhy
P. nasicornis (Haughton a Boonstra, 1929) byl objeven v oblasti Tropidostoma v jihoafrické pánvi Karoo. Tato raná forma je jedním z prvních představitelů rodu. Původně se řadila Ido rodu Pareiasuchus. Čenich je silně pancéřovaná a nese rohovitý výčnělek. Zuby jsou vybaveny 11 (možná i 13 či 15) hrbolky. Jde o velké zvíře: jeho lebka na délku měří asi 50 cm. Tento druh může být předkem Pareiasaura peringueyi.
P. peringueyi (Haughton a Boonstra, 1929) pochází z oblasti Cistecephalus v jihoafrické pánvi Karoo. Dochovala se téměř kompletní kostra nalezená v řece Zak v JAR. Jde o zvíře střední velikosti s lebkou dlouhou 36 cm. Typická je pro ni velká oblast malé čelistní kosti nahnuté daleko směrem dovnitř i vně tak, že její spodní okraj tvoří úhel cca 120° s hranou čelisti; líc má velké kostnaté výčnělky. V horní čelisti se nachází alespoň 13 párů zubů, každý se 13 nebo možná 15 hrbolky.
P. serridens (Owen, 1876) pochází z oblasti Dicynodon v jihoafrické pánvi Karoo. Tento pozdní druh je pro rod Pareiasuchus druhem typovým a představuje vrchol rodokmenu. Má dobře vyvinutý pancíř, krátká lebka dosahuje délky asi 40 cm se 14 páry zubů, každý s 9 až 11 hrbolky. Za povšimnutí stojí rozšířená oblast malé čelistní kosti.